# Ardrossan
Ardrossan (wym. [Ardrossan]; gael.  Àird Rosain) – miasto w południowo-zachodniej Szkocji, w hrabstwie North Ayrshire, położone nad zatoką Firth of Clyde.